# Plaza Sarmiento (La Plata)
La Plaza Sarmiento se encuentra ubicada en la ciudad de La Plata, Provincia de Buenos Aires, República Argentina. Está ubicada en el cruce de las avenidas 19 y 66.
En 1911 se cumplían 100 años del natalicio de Domingo Faustino Sarmiento, y en La Plata se decidió rendirle un homenaje, construyendo un monumento en su honor. Su emplazamiento iba a ser en el ingreso al Paseo del Bosque, frente a Plaza Rivadavia, donde en 1884 se había construido un arco de entrada a dicho paseo público; sin embargo, luego de demolerse ese arco y colocarse allí la piedra fundamental para el monumento, no se hizo nada más. Fue así como en septiembre de 1966 se sacó trasladó dicha piedra a la plaza de 19 y 66, la cual tomó el nombre de "Plaza Sarmiento".
Antes de eso, se había erigido allí un busto de Sarmiento de autor anónimo, ordenado el 4 de octubre de 1949 a través de la ordenanza municipal 1803; para el mismo se autorizaba al Departamento Ejecutivo a invertir hasta la suma de $50.000 moneda nacional en su emplazamiento y urbanización de la plaza.
En 1967 se construyó un mosaico obra del artista Ricardo Sánchez, el cual evoca la función de Sarmiento como maestro a los quince años de edad.

## Enlaces relacionados
- Plazas de La Plata
- La Plata